# Баэс, Буэнавентура
Буэнавентура Баэс Мендес (исп. Buenaventura Báez Méndez; 14 июля 1812 — 14 марта 1884) — президент Доминиканской Республики, занимавший этот пост пять раз в своей жизни (не подряд). Он известен попытками несколько раз организовать аннексию Доминиканской Республики другими странами. Помимо этого, он был печально известен своими коррумпированными правительствами и покупкой в 1857 году рекордного урожая табака, который был главным экспортным товаром страны, что привело к девальвации валюты на 1000% и разорению табачных производителей.

## Биография
Родился в городе Кабрал ещё при испанской колониальной власти. Его мать была освобождённой рабыней его отца, отец — богатым торговцем из Асуа. Баэс получил от отца богатое наследство и благодаря этому имел возможность отправиться учиться в Европу, где, в частности, он выучил английский и французский языки.
Во время оккупации Доминиканской Республики войсками Гаити Баэс был градоначальником в Асуа на службе у гаитянского правительства. Эта должность была получена им в том числе из-за его роли в революции, в ходе которой был свергнут Жан-Пьер Бойе.
В 1844 году Баэс участвовал в организации успешного восстания против Гаити, которое привело к восстановлению независимости Доминиканской Республики. Он отправился в Европу в 1846 году, чтобы убедить Францию установить протекторат над страной, но французы отказались.
Будучи избран президентом в первый раз и находясь в должности с 1849 до 1853 года, он попытался убедить Соединённые Штаты включить Доминиканскую Республику в состав своей территории.
Он был вновь избран президентом с 1856 до 1857 года, но был свергнут в результате переворота, связанного с его табачной аферой.
Смысл этой аферы заключался в покупке табака у производителей по завышенной стоимости, чтобы затем продать его самостоятельно на мировой рынок по ещё большей цене и способствовать тем самым личному обогащению и разорению производителей, многие из которых были его политическими противниками. Для осуществления аферы было напечатано большое количество необеспеченных денег, в результате чего национальная валюта обесценилась, а страна погрузилась в ещё больший кризис, после чего началась революция. На какое-то время он удержал часть территории страны и создал «альтернативное правительство», осадив Санто-Доминго, но в 1858 году сдался после вмешательства США.
Затем Баэс загорелся идеей восстановления в Доминиканской Республике власти Испании. Он отправился в изгнание в Испанию и, имея деньги, вёл там роскошный образ жизни и пропагандировал свою идею. Испанцы согласились занять Доминиканскую Республику в 1861 году, но в 1865 году они покинули её в результате Доминиканской войны за независимость.
Баэс после этого вернулся в Доминиканскую республику и вновь стал её президентом, но был вновь свергнут в мае 1866 года. Затем он в очередной раз избрался на пост президента и удерживал его с 1868 до 1874 года (самое долгое его правление); во время этого срока он вновь пытался уговорить правительство Соединённых Штатов присоединить к себе Доминиканскую Республику. На этот раз он почти преуспел, так как убедил американского президента Улисса Гранта направить военные корабли в Доминиканскую Республику и даже составил текст договора об аннексии, который достиг Сената Соединённых Штатов. Договор, однако, не был ратифицирован в Сенате, и эта история стала позором для Гранта.
Баэс вновь стал президентом в 1876 году и удерживал власть до 1878 года, когда был свергнут в результате государственного переворота и окончательно отправлен в ссылку на Пуэрто-Рико, в то время колонию Испании, где прожил свои последние дни. Баэс был похоронен в Кафедральном соборе Санто-Доминго.